# 霍特普塞海姆威
霍特普塞海姆威（希腊语中被称为“Boethos”，包泰斯）是古埃及第二王朝的首位法老。他的名字的意思为“权力引发的欣喜”。霍特普塞海姆威统治期间的情况少为人知。
霍特普塞海姆可能是通过与一位公主的婚姻而登上法老宝座的。至今还不知道他是否与古老的提尼特统治者家族有关。一般认为他并非法老卡的儿子，但可能是其女婿。无论如何，他参与了对卡的悼念活动，并且可能负责了卡的葬礼。在卡位于阿拜多斯的陵墓中发现了刻有“霍特普塞海姆”字样的印签。
现已确定霍特普塞海姆的陵墓位于萨卡拉。此陵墓的下层结构保存至今，但是其上层结构已经荡然无存。
据曼涅托的记载，在霍特普塞海姆38年的统治期内，曾在布巴斯蒂斯地区出现了一个地缝，这个地缝导致了大规模的人员死亡。但是，曼涅托的记载成书于公元前3世纪，比霍特普塞海姆的统治期晚了2000多年，所以其记载真实性值得怀疑。